# Saint-Adrien (Québec)
Saint-Adrien è un comune del Canada, situato nella provincia del Québec, nella regione di Estrie.